# Isaac Comneno (duque de Antioquía)
Isaac Comneno o Komnenos (1050-1102) era hijo de Juan Comneno y Ana Dalasena, y sobrino del emperador bizantino Isaac I Comneno (1057-1059) y duque de Antioquía. Ocupó el cargo de Doméstico de las escolas, lo cual lo convirtió en el líder del ejército oriental bizantino. 
Tuvo a su servicio a Hervé y a una serie de mercenarios normandos bajo su mando en Edesa. Su thema era una frontera y tuvo que luchar contra la invasión de los turcos selyúcidas. La mayor parte de su territorio fue conquistado por los turcos, siendo finalmente reconstituido como el Principado de Antioquía y el condado de Edesa por los barones de la Primera Cruzada.